# Ombrocharis dulcis
Ombrocharis es un género monotípico de plantas con flores perteneciente a la familia Lamiaceae. Su única especie: Ombrocharis dulcis Hand.-Mazz., Symb. Sin. 7: 926 (1936)., es originaria de China en Hunan.

## Descripción
Es una planta herbácea que surge de tubérculos con 3 cm de diámetro. Tiene 1-3 tallos erguidos, ramificados, que alcanzan un tamaño de 20-30 cm, las vellosidades delgadas y de color púrpura, las hojas hacia la base, glabrescentes. Las hojas con pecíolo de 1.5-8 mm, la lámina ovado a oblongo-ovadas, 4-12 x 1-4 cm, base anchamente cuneada, agudas a acuminadas en el ápice. Las inflorescencias en forma de racimos de 4-7 cm,  tomentosos; subsésiles verticilados, ampliamente espaciados; con brácteas sésiles, lanceoladas. La corola de color púrpura, de 6-8 mm. El fruto en forma de núculas de 2 mm.

## Distribución y hábitat
Se encuentra en los bosques subtropicales de hoja perenne, a una altitud de 1300 metros, en Hunan.

## Taxonomía
Ombrocharis dulcis fue descrita por Heinrich R.E. Handel-Mazzetti y publicado en Symbolae Sinicae 7(4): 926, pl. 28, f. 2–5, en el año 1936.